# Fideismus
Fideismus je nauka, vlastní některým směrům křesťanství, které za základ náboženského poznání pokládají víru a odmítají jakékoliv racionální důkazy existence Boha.
Existenci Boha je možné poznat jen ze zjevení.
- Nepřijímá tradiční důkazy Boží existence
- Víra je jediným pravým zdrojem náboženského poznání. Žádný jiný způsob poznání (racionální nebo smyslové) nedává člověku jistotu.
- Víra vychází z Božího zjevení, které k nám přichází skrz tradici (viz například Tradicionalismus)

Fideismus je nejsilněji vyjádřen v učení Martina Luthera. Podle něj není jen úkolem teologie poznávání křesťanské skutečnosti, ale život s Kristem. Teologie nemá analyzovat a systematizovat zjevené pravdy prostřednictvím rozumového poznání, ale má se v pevné víře oddat Kristu Spasiteli. Jeho teologie (tzv. theologia crucis) = radikální diskontinuita mezi racionálním řešením a křesťanskou vírou. Jediné kritérium křesťanského řešení je spása skrze kříž, a člověk může získat podíl na této spáse jedině svojí vírou (Lutherova soteriologická zásada sola fides). Vědecká teologie (tzv. theologia gloriae), která se snaží o systematizaci a soulad mezi rozumem a vírou je podle něho temnou teologií (theologia delle tenebre).